# Зингер, Эдмунд
Эдмунд Зингер (нем. Edmund Singer, венг. Singer Ödön; 14 октября 1830, Тата — 23 января 1912, Штутгарт) — немецкий скрипач и музыкальный педагог.
Дебютировал с оркестром в 1840 году. Учился в Пештской консерватории у Давида Ридли-Коне, в 1841—1842 гг. гастролировал вместе с ним по Венгрии и Трансильвании, затем продолжил обучение в Вене у его учителя Йозефа Бёма, занимался также композицией под руководством Готфрида фон Прейера. С 1846 г. солист в оркестре Немецкой оперы в Пеште, затем в начале 1850-х гг. солист в оркестре пештского Национального театра, много гастролировал по Европе. В 1854 г. по приглашению Ференца Листа занял пост концертмейстера в придворном оркестре Веймара. В 1861—1902 гг. профессор Штутгартской консерватории. В Германии приобрёл репутацию ансамблиста, выступая в составе фортепианного трио сперва с Гансом фон Бюловом и Бернхардом Коссманом, а затем с Дионисом Прукнером и Юлиусом Гольтерманом; возглавлял также Штутгартский струнный квартет.
Автор различных сочинений для своего инструмента, наибольшей известностью пользовалась Венгерская рапсодия для скрипки с оркестром. Сочинил также каденции к скрипичным концертам Бетховена и Брамса, редактировал издания произведений Пьера Роде, Родольфа Крейцера и др. В соавторстве с Максом Зайфрицем подготовил учебник «Большая теоретическая и практическая школа игры на скрипке» (нем. Große theoretisch-praktische Violinschule; в 2 томах, 1881 и 1884).
Зингеру посвящена Итальянская сюита по мотивам Паганини Августа Вильгельми.